# روشنی روز
روشنی روز (انگلیسی: Daylight) فیلمی در ژانر حادثه ای و ماجراجویی به کارگردانی راب کوهن است که در سال ۱۹۹۶ منتشر شد.

## بازیگران
- سیلوستر استالونه
- ایمی برنمن
- ویگو مورتنسن
- دن هدایا
- جی او. ساندرس
- کارن یونگ
- کلیر بلوم
- دانیل هریس
- بری نیومن
- استن شو
- سیج استالونه
- جو اندرسون
- مارک روستون
- نستور سرانو
- راب کوهن
- رزمری فورسایت
- سکینه جفری